# Kaiji
Kaiji (カイジ) é uma série de mangá escrita por Nobuyuki Fukumoto sobre a arte dos jogos de azar. Deu origem a dois animes e três filmes live-action. A série de mangá ganhou o Prêmio de Mangá Kōdansha do ano de 1998 na categoria geral.
A história de Kaiji Itō, um apostador nato, gira em torno de suas desventuras no mundo das apostas. O mangá Kaiji conta com seis séries, sendo a atual Tobaku Datenroku Kaiji: 24 Oku Dasshutsu-hen, iniciada em 2017. Na América do Norte, a primeira série foi licenciada pela Denpa para lançamento em inglês, com a primeira edição publicada em 2019. Em 2020, a Manga Planet também licenciou a série para lançamento digital.
As duas primeiras séries do mangá foram adaptadas em duas temporadas de anime com 26 episódios cada, produzidas pelo Madhouse e transmitidas pela Nippon TV. Kaiji: Ultimate Survivor foi ao ar de outubro de 2007 a abril de 2008, e Kaiji: Against All Rules de abril a setembro de 2011. Em 2013, a Crunchyroll adicionou ambas as temporadas ao seu catálogo, e em 2020 foram licenciadas pela Sentai Filmworks.
Kaiji também foi adaptado em uma trilogia de filmes live-action, dirigida por Toya Sato e estrelada por Tatsuya Fujiwara como protagonista. Os lançamentos ocorreram em outubro de 2009, novembro de 2011 e janeiro de 2020. Além disso, uma adaptação chinesa intitulada Animal World, estrelada por Li Yifeng e Michael Douglas, foi lançada em junho de 2018.
Até outubro de 2023, o mangá Kaiji contava com mais de 30 milhões de cópias em circulação, sendo um dos mangás mais vendidos. Em 1998, recebeu o 22.º Prêmio Kodansha Manga na categoria geral.

## Enredo
Itou Kaiji é um vagabundo que passa o tempo roubando emblemas de carros e furando pneus. Sua rotina muda quando ele é visitado por um homem chamado Endou, um cobrador de dívidas. A visita é motivada por um empréstimo não pago de 30.000 ienes, pelo qual Kaiji havia co-assinado para um colega de trabalho, Furuhata Takeshi, que fugiu, deixando Kaiji responsável pela dívida. Com os juros acumulados, o valor chegou a 3.850.000 ienes. Para quitar a dívida, Endou propõe que Kaiji embarque em um navio onde outros devedores terão que jogar com dinheiro emprestado. Os vencedores poderão se livrar de suas dívidas, enquanto os perdedores cairão ainda mais em dívida e terão que trabalhar para pagá-las. Após alguma hesitação, Kaiji aceita a proposta, com a esperança de se livrar da dívida e ainda ganhar algum dinheiro.[carece de fontes?]

## Mangá
Kaiji, escrita e ilustrada por Nobuyuki Fukumoto, começou a ser publicada na revista Weekly Young Magazine da Kodansha em 19 de fevereiro de 1996. A série atualmente é dividida em seis partes:
1. Tobaku Mokushiroku Kaiji (Apocalipse das Apostas: Kaiji) (1996–1999, 13 volumes)
2. Tobaku Hakairoku Kaiji (Rendição das Apostas: Kaiji) (2000–2004, 13 volumes)
3. Tobaku Datenroku Kaiji (O Proscrito das Apostas: Kaiji) (2004–2008, 13 volumes)
4. Tobaku Datenroku Kaiji: Kazuya-hen (O Proscrito das Apostas: Kaiji – Arco Kazuya) (2009–2012, 10 volumes)
5. Tobaku Datenroku Kaiji: One Poker Hen (O Proscrito das Apostas: Kaiji – Arco do Poker) (2013–2017, 16 volumes)
6. Tobaku Datenroku Kaiji: 24 Oku Dasshutsu-hen (O Proscrito das Apostas: Kaiji – Arco da Fuga dos 2,4 bilhões) (em andamento, 13 volumes)

## Produção

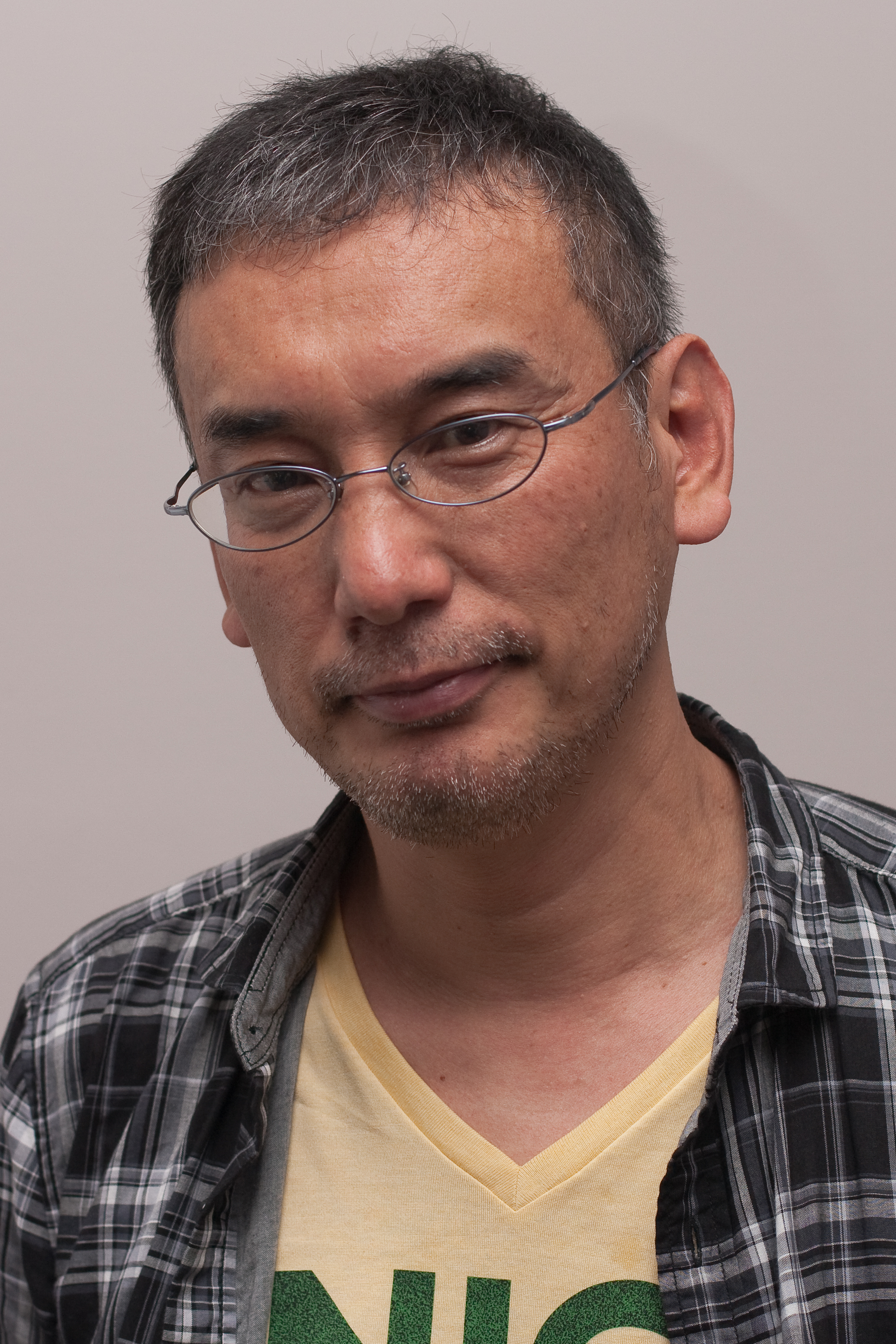
Nobuyuki Fukumoto

Quando Kaiji começou a ser publicado, Nobuyuki Fukumoto tinha 37 anos e já havia criado outras obras sobre apostas, incluindo Ten, Akagi e Gin to Kin. Inicialmente, a série seria um conto curto baseado na primeira aposta, "pedra-papel-tesoura restrito", mas Fukumoto disse ao editor da Kodansha que era difícil resumir a história em alguns capítulos. Em novembro de 1995, foi decidido que Kaiji se tornaria uma série regular e a publicação começou na Weekly Young Magazine em fevereiro de 1996. No projeto original, o nome do protagonista não aparecia no título, e Fukumoto buscava um nome comum e sem impacto.
Como a maioria dos leitores provavelmente não estava familiarizada com apostas, Fukumoto optou por criar jogos originais, acreditando que seriam mais acessíveis e com regras simples. Ele também afirmou que qualquer coisa pode se tornar uma aposta com uma ideia original e que isso permite criar algo surpreendente ou intrigante para os leitores. Para desenvolver cada novo jogo, ele primeiro pensa na ideia e depois na maneira de vencê-la, dedicando-se a elaborar truques criativos, enfatizando que a persistência é essencial nesse processo.